# Nu sunt demn de tine
Nu sunt demn de tine (titlul original: Non son degno di te) este un film romantic italian, realizat în 1965 de regizorul Ettore Maria Fizzarotti, 
protagoniști fiind actorii Gianni Morandi, Laura Efrikian și Nino Taranto. Împreună cu În genunchi mă întorc la tine și Se non avessi più te face parte din trilogia bazată pe continuarea aceleași povești de dragoste. 

## Distribuție
- Gianni Morandi – Gianni Traimonti
- Laura Efrikian – Carla Todisco
- Nino Taranto – plutonierul Antonio Todisco
- Enrico Viarisio – colonelul Enzo
- Dolores Palumbo – Santina De Micheli Todisco
- Fabrizio Capucci – Luigi Addora
- Vittorio Congia – Nando Tazza
- Carlo Taranto – sergentul Scannapietra
- Stelvio Rosi – Giorgio Di Bassano
- Nino Terzo – sergentul bâlbâit
- Gino Bramieri – Ginone Traimonti, tatăl lui Gianni
- Raffaele Pisu – Raffaele Traimonti, unchiul lui Gianni
- Dino Mele – Ciccio Marletta
- Lena von Martens – Lena
- Aroldo Tieri – funcționarul de la RCA Italiana
- Ave Ninchi – Cesira
- Carlo Croccolo – ordonanța plutonierului Todisco
- Giacomo Furia – sergentul major Gargiulo
- Dori Dorika – doamna Scannapietra
- Ivana Borgia – Lucia
- Antonio La Raina – Fofò Del Cugno
- Anna Maria Gambineri – ea însăși
- Romano Giomini –
- Enzo Nigro –
- Elena Tilena –
- Danilo Massi –

## Melodii din film
Toate melodiile sunt interpretate de Gianni Morandi:
- La mia mania (text de Carlo Rossi; muzica de Ennio Morricone)
- Ave Maria (de Franz Schubert)
- In ginocchio da te (text de Franco Migliacci; muzica de Bruno Zambrini)
- Il primo whisky (text de Luciano Beretta și Marcello Marchesi; muzica de Mario Bertolazzi)
- 24 ore al giorno (text de Carlo Rossi; muzica de Isabetta)
- Per una notte no (text de Franco Migliacci; muzica de Armando Trovajoli)
- La mia ragazza (text de Franco Migliacci; muzica de Gianni Meccia și Enrico Polito)
- È colpa mia  (text de Camucia; muzica de Linda Gertz)
- Chissà cosa farà (text de Franco Migliacci și Gianni Meccia; muzica de Gianni Meccia)
- Non son degno di te (text de Franco Migliacci; muzica de Bruno Zambrini)